# 가미유자와역
가미유자와역(일본어: 上湯沢駅)은 일본 아키타현 유자와시에 위치한 동일본 여객철도 오우 본선의 철도역이다. 단선 승강장 1면 1선의 구조를 갖춘 지상역이다.

## 이용 현황
| 승차 인원 추이 | 승차 인원 추이 |
| 연도           | 1일 평균       |
| -------------- | -------------- |
| 2000           | 44             |
| 2001           | 40             |
| 2002           | 42             |
| 2003           | 39             |
| 2004           | 43             |
| 2005           | 42             |
| 2006           | 47             |
| 2007           | 41             |

## 역 주변
- 유자와 자동차 학교
- 국도 제13호선

## 역사
- 1956년 11월 28일 : 일본국유철도의 역으로서 유자와 시에 개업.
- 1970년 10월 1일 : 무인화.
- 1987년 4월 1일 : 일본국유철도 분할 민영화에 의해, 동일본 여객철도가 승계.
- 2009년 3월 31일 : 간이 위탁 해제. 무인화.

## 인접 역
| 동일본 여객철도 오우 본선 | 동일본 여객철도 오우 본선 | 동일본 여객철도 오우 본선 |
| ------------------------- | ------------------------- | ------------------------- |
| 미쓰세키 신조 방면        | ■ 오우 본선               | 유자와 아키타 방면        |